# Heinrich von Ficker
Heinrich von Ficker (Munique, 22 de novembro de  1881 — Viena, 29 de abril de 1957) foi um meteorologista e geofísico germano-austríaco.